# Franco di Lucerna
Il Frank è stata la valuta del canton Lucerna tra 1798 ed il 1850. Era suddiviso in 10 Batzen, ognuno di 10 Rappen o 20 Angster.

## Storia
Il Frank era la valuta della Repubblica Elvetica dal 1798. La Repubblica Elvetica cessò di emettere monete nel 1803. Lucerna ha coniato monete tra il 1803 ed il 1846. Nel 1850, fu introdotto il franco svizzero con un cambio di 1½ CHF per = 1 Frank di Lucerna.

## Monete
Sono state emesse monete di rame da 1 Angster coniate negli anni 1804, 1813, 1823, 1832, 1834, 1839 e 1843, ed 1 Rappen, coniate negli anni 1804, 1831, 1834, 1839, 1843 e 1846.
Le monete di biglione furono da ½ (1813) ed 1 Batzen (tutti gli anni dal 1803 al 1813, escluso il 1812). 
Sono state coniate monete d'argento con i valori di 2½ (1815), 5 (1806, 1810, 1814, 1815, 1816), 10 (1811, 1812) Batzen e da 4 Franken (o Neutaler) (1813, 1814, 1816, 1817). 
Lucerna ha coniato anche monete d'oro da 10 (1804) e 20 Franken (1807).